# Расинг Мадрид
Расинг Мадрид (исп. Racing Madrid) — бывший испанский футбольный клуб из района Мадрида Чамбери, в провинции и автономном сообществе Мадрид. Гостей принимал на арене «Кампо-де-Вальекас», вмещающей 15 000 зрителей. В Примере команда никогда не выступала, лучшим результатом является 10-е место в первом сезоне Сегунды 1929 года.

## История
Клуб был основан в центре Мадрида в 1914 года. В 1915 году столичный клуб выиграл Трофей Манкомунадо. В 1919 Расинг повторил успех. В 1929 году мадридцы заняли последнее место в Сегунде и вылетели в Терсеру. В том же году Расинг дошёл до четвертьфинала Кубка Испании, в котором он уступил Реалу. В 1931 году команда была расформирована.

## Достижения
- Трофей Манкомунадо
  -  Победитель (2): 1914/15, 1918/19